# Playa del Serrón
La playa del Serrón está en el concejo de Valdés , en el occidente del Principado de Asturias (España) y pertenece al pueblo de Busto. Forma parte de la Costa Occidental de Asturias y está enmarcada en el Paisaje protegido de la Costa Occidental de Asturias.

## Descripción
Su forma es lineal, tiene una longitud de unos 450 m y una anchura media de 20 m. El entorno es prácticamente virgen y una peligrosidad media. El lecho está formado por cantos rodados y muy pocas zonas de arenas gruesas y oscuras. La ocupación y urbanización son escasas.
La playa se puede visitar solamente por mar si bien algunos pescadores de la zona, conocedores de senderos escondidos pero no por eso menos peligrosos, bajan a pescar a caña. Para poder visitarla desde la parte superior de los acantilados hay que llegar al pueblo de Busto y desde allí tomar una senda que va hacia el occidente. Después de caminar unos dos km hay que girar hacia la izquierda pero si hay equivocación no importa ya que son varios los caminos que conducen a la parte superior de los acantilados pizarrosos. Es muy importante tomar grandes precauciones al acercarse al acantilado pues la vegetación no deja ver claramente su inicio.
Teniendo en cuenta de lo dicho y si se toman las debidas precauciones, las actividades más recomendadas son la pesca submarina y la deportiva a caña.